# Комадзава Олимпик
Стадион в Олимпийском парке Комадзава (яп. 駒沢オリンピック公園総合運動場陸上競技場, англ. Komazawa Olympic Park Stadium) — представляет собой спортивный комплекс, расположенный в Олимпийском парке Комадзава специального района Токио Сэтагая-ку.

## Обзор
Стадион был построен к Олимпийским Играм 1964 для проведения футбольного турнира.
В настоящее время используется в основном для проведения футбольных матчей (как между любительскими, так и между профессиональными командами) и соревнований по лёгкой атлетике. Стадион вмещает 20 010 человек.
Вдоль главной трибуны стадиона расположены огромные консоли треугольной формы, которые выполняют не только декоративную функцию, но и защищают зрителей верхних рядов главной трибуны от дождя и ветра.